# Cássia dos Coqueiros
Cássia dos Coqueiros è un comune del Brasile nello Stato di San Paolo, parte della mesoregione di Ribeirão Preto e della microregione di Batatais.